# Il pastor fido (sonate)
Il pastor fido è il titolo delle 6 sonate per musette o ghironda o flauto dolce o flauto traverso o oboe o violino e basso continuo.
Sono state a lungo attribuite ad Antonio Vivaldi (“opera 13”): considerato uno dei casi più eclatanti di falso storico, recentemente Philippe Lescat l'ha attribuito al compositore francese Nicolas Chédeville il quale la pubblicò nel 1737 con il titolo Il Pastor Fido, sonates... del sigr. Antonio Vivaldi. Chédeville lo pubblicò come “opera 13” perché l'ultima pubblicazione di Vivaldi erano i sei concerti opera 12.

## Titoli sonate
- Sonata n. 1 in do maggiore RV 54
- Sonata n. 2 in do maggiore RV 55

II. Allegro assai (tratto da RV 185, IV. movimento - RV 188, III. movimento - RV 447, III. movimento - RV 729, III. movimento di Vivaldi)
- Sonata n. 3 in sol maggiore RV 56
- Sonata n. 4 in la maggiore RV 57
- Sonata n. 5 in do maggiore RV 58
- Sonata n. 6 in sol minore RV 59

quarto movimento tratto dal concerto in sol minore per violino RV 316a di Antonio Vivaldi

## Seconda sonata
La seconda sonata è costituita da 4 tempi. Il primo è un preludio adagio in quattro quarti in Do maggiore con la caratteristica di una frase finale di quattro battute che trasporta il brano in una conclusione in Do minore. 
Il secondo movimento è un Allegro assai in tre ottavi è costituito da una melodia brillante e presenta dei momenti di tutti e di soli, durante i quali il basso continuo e la musetta o flauto eseguono la stessa linea melodica.
Il terzo tempo è una sarabanda in tre quarti costituita da due frasi di dodici battute, ognuna delle quali si ripete integralmente.
Infine l'Allegro finale in due quarti può, secondo alcuni studiosi, essere derivato da una melodia con un accompagnameto di cornamusa, cioè formato da una successione di accordi ribattuti composti da tonica, dominante e sottodominante alterata con un diesis.

## Quinta sonata
La quinta sonata è composta da sei movimenti.
Il primo è Un poco Vivace in tre quarti che costituisce il preludio della sonata.
Il secondo è Allegro ma non presto molto brillante e allegro
Il terzo, Un poco vivace, è invece più riflessivo e melodico e ha come tonalità di base Do minore. Come la giga successiva, anche questo movimento è costituito da due parti, un'esposizione e lo sviluppo di essa, che si ripetono integralmente.
Segue poi un Adagio in quattro quarti, che all'ultima battuta presenta, quando ormai si aspetta una conclusione, una modulazione alla dominante.
Concludono la sonata due minuetti, uno in Do maggiore, l'altro in Do minore, costituiti da due frasi di otto battute ciascuna. Dopo la fine del secondo minuetto c'è la ripetizione integrale del primo.